# Verner Åkerman
Pour les articles homonymes, voir Akerman.
Verner Åkerman, né le 1er janvier 1854 à Göteborg et mort le 6 février 1903 à Väversunda (commune de Vadstena, comté d'Östergötland), est un sculpteur et dessinateur suédois.

## Biographie
Fils des agriculteurs Richard Helmich et Hilda Hellberg, il se marie au début des années 1890 avec Jensina, fille d'Arvid Lundquist.
Gravement handicapé, il était contraint de se déplacer avec des béquilles.
Åkerman étudie sous la direction de Wilhelm Billqvist (sv) à l'École supérieure de design et d'artisanat (sv) de l'Université de Göteborg et sous celle du sculpteur Carl August Söderman (sv) à l'Académie royale des arts, à Stockholm, de 1883 à 1887.
Durant son séjour à Stockholm, il rencontre le modèle Pierre Louis Alexandre (1844-1905), originaire de Guyane, et le représente en 1885 dans un buste de terre cuite,.
Il est récompensé en 1887 par la médaille royale de l'Académie pour sa statue en plâtre Längtan, et se soit octroyer une bourse de voyage qu'il met à profit, séjournant à Paris pendant une dizaine d'années ou encore, en 1890-1891, en Italie, dans le cadre d'un voyage d'études et de travail qui le conduit à Florence, Rome et Naples.
Parmi ses œuvres réalisées sur commande publique, on peut citer une série de reliefs pour l'Opéra royal de Stockholm, des portraits ou des bustes du chanteur d'opéra Arvid Ödmann (sv) ou de l'actrice Gerda Lundequist, ainsi qu'un relief du peintre Gustaf Cederström.
À partir de 1901, il est rémunéré par l'Académie royale des arts pour réaliser des portraits sculptés. Il participe à plusieurs reprises aux expositions organisées par l'Académie, ainsi qu'à celles de l'Association des artistes suédois (sv). Il expose également lors du Salon de Paris, ou lors de l'Exposition universelle de 1893 à Chicago.
Ses œuvres sont notamment représentées dans les collections de l'Académie royale des arts, de la Konstnärshuset de Stockholm, du Musée de Barcelone, du Musée de Göteborg (sv), du Nationalmuseum de Stockholm, du Musée d'art de Kalmar (sv) ou du Musée de Malmö (sv).